# Державний кордон Монголії

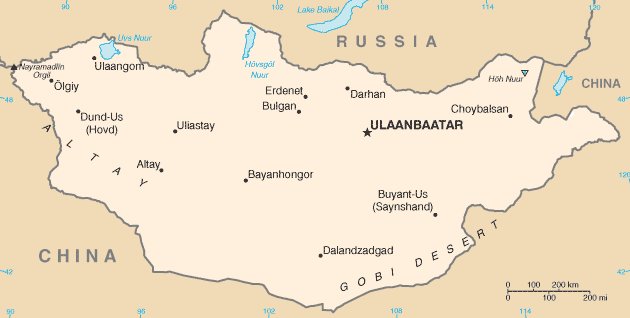
Карта Монголії

Державний кордон Монголії — державний кордон, лінія на поверхні Землі та вертикальна поверхня, що проходить по цій лінії, що визначають межі державного суверенітету Монголії над власними територією, водами, природними ресурсами в них і повітряним простором над ними.

## Сухопутний кордон
Загальна довжина кордону — 8082  км. Монголія межує з 2 державами. Уся територія країни суцільна, тобто анклавів чи ексклавів не існує.
Ділянки державного кордону
| Держава | Ділянка               | Довжина (км) | Прикордонні регіони | Примітки |
| ------- | --------------------- | ------------ | ------------------- | -------- |
| КНР     | південь, захід і схід | 4630         |                     |          |
| Росія   | північ                | 3452         |                     |          |

Монголія не має виходу до вод Світового океану.